# قرار مجلس الأمن التابع للأمم المتحدة رقم 169
قرار مجلس الأمن التابع للأمم المتحدة رقم 169، الذي تم تبنيه في 24 نوفمبر 1961، استنكر الأنشطة الانفصالية في كاتانغا وكذلك العمل المسلح ضد قوات الأمم المتحدة وأصر على وقف تلك الأنشطة. ثم أذن المجلس للأمين العام باتخاذ أي إجراء ضروري للقبض على الفور وترحيل جميع الأفراد العسكريين الأجانب وأفراد القوات شبه العسكرية والمرتزقة الذين ليسوا مع الأمم المتحدة وطلب من الأمين العام اتخاذ جميع التدابير اللازمة لمنع عودتهم. ثم طلب المجلس من جميع الدول الأعضاء مساعدة حكومة جمهورية الكونغو ومنع أي أعمال قد تساهم في الصراع هناك.
صدر القرار بتسعة أصوات. امتنعت فرنسا والمملكة المتحدة عن التصويت.